# پرودنشال پی‌ال‌سی
پرودنشال پی‌ال‌سی (به انگلیسی: Prudential plc) شرکت خدمات مالی بریتانیایی و چندملیتی است، که تمرکز اصلی آن بر ارائه خدمات بیمه و مدیریت سرمایه‌گذاری متمرکز می‌باشد.
شرکت پرودنشال پی‌ال‌سی در ماه مه سال ۱۸۴۸ در لندن تأسیس شد و در سال‌های نخست در زمینه ارائه وام و سرمایه‌گذاری فعالیت می‌کرد. هم‌اکنون پرودنشال آسیا بزرگترین زیرمجموعه این شرکت است، که دارای بیش از ۱۵ میلیون مشتری در ۱۲ کشور این قاره می‌باشد.
شرکت پرودنشال بریتانیا نیز با ۷ میلیون مشتری، بزرگترین ارائه‌دهنده خدمات بیمه عمر در این کشور می‌باشد. شرکت پرودنشال مالک شرکت بیمه جکسون است، که به‌عنوان یکی از بزرگترین ارائه‌کنندگان خدمات بیمه عمر در ایالات متحده آمریکا شناخته می‌شود. این شرکت همچنین مالک شرکت سرمایه‌گذاری ام‌اندجی است، که در تاریخ ۳۱ دسامبر ۲۰۱۱ میزان دارایی‌های آن بالغ بر ۲۰۱ میلیارد پوند اعلام شد.
دفتر مرکزی این شرکت در شهر لندن، بریتانیا قرار دارد و بخشی از سهام آن در بازارهای بورس نیویورک، بورس لندن، بورس هنگ‌کنگ و بورس سنگاپور معامله می‌شود.